# سبخة
السَّبَخَةُ أو السَّبْخَةُ أو بحيرة مالحة هي أرض مستوية، عادة ما تقع بين صحراء ومحيط أو كانت فيما سبق بحيرة أو بحيرة ملحية، ويتميز سطحها بوجود ترسبات ملحيّة وجبسيّة وترسبات كربونات الكالسيوم وكذلك رواسب جلبتها الرياح والمد المائيّ، وقد تحوي على الماء طبقاً لطور تكوّنها.

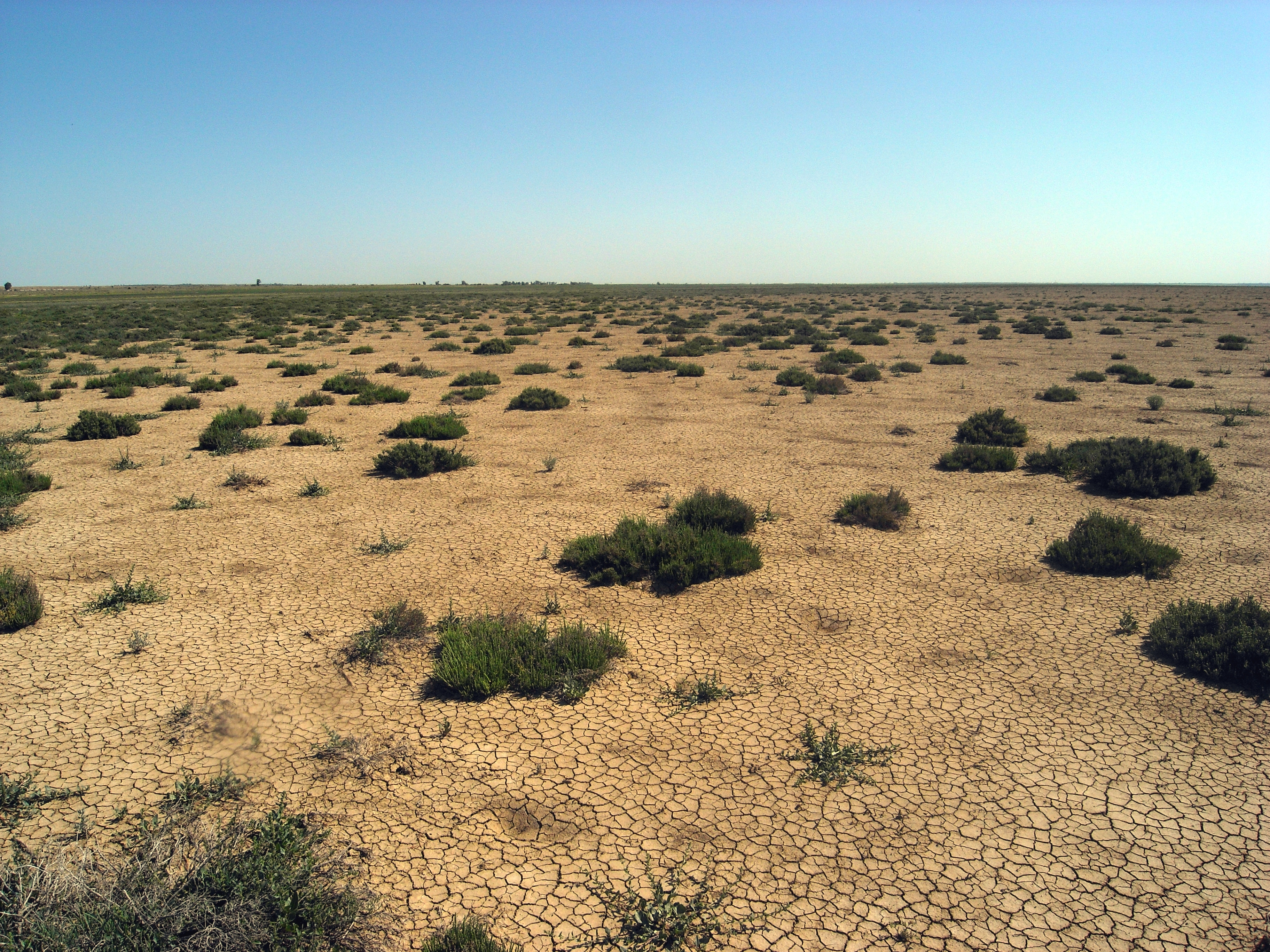
سبخة في تونس

## في اللغة
السبخة هي أرض ذات نَزٍّ ومِلح، والجمع: سِباخٌ، وقد أسْبَخَتِ الأرض، أي صارت سبخة.

## المراجع

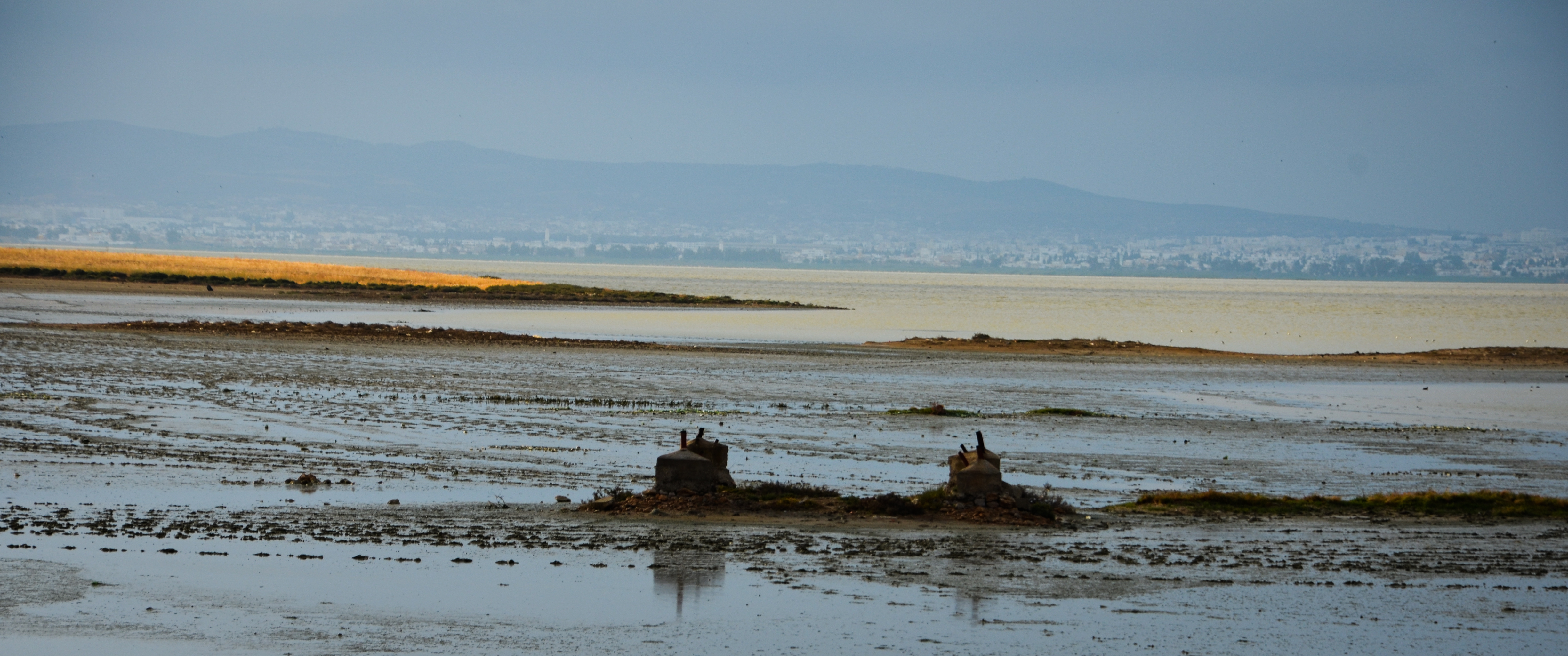
سبخة في سيجومي (Sijoumi)